# Ladensterben

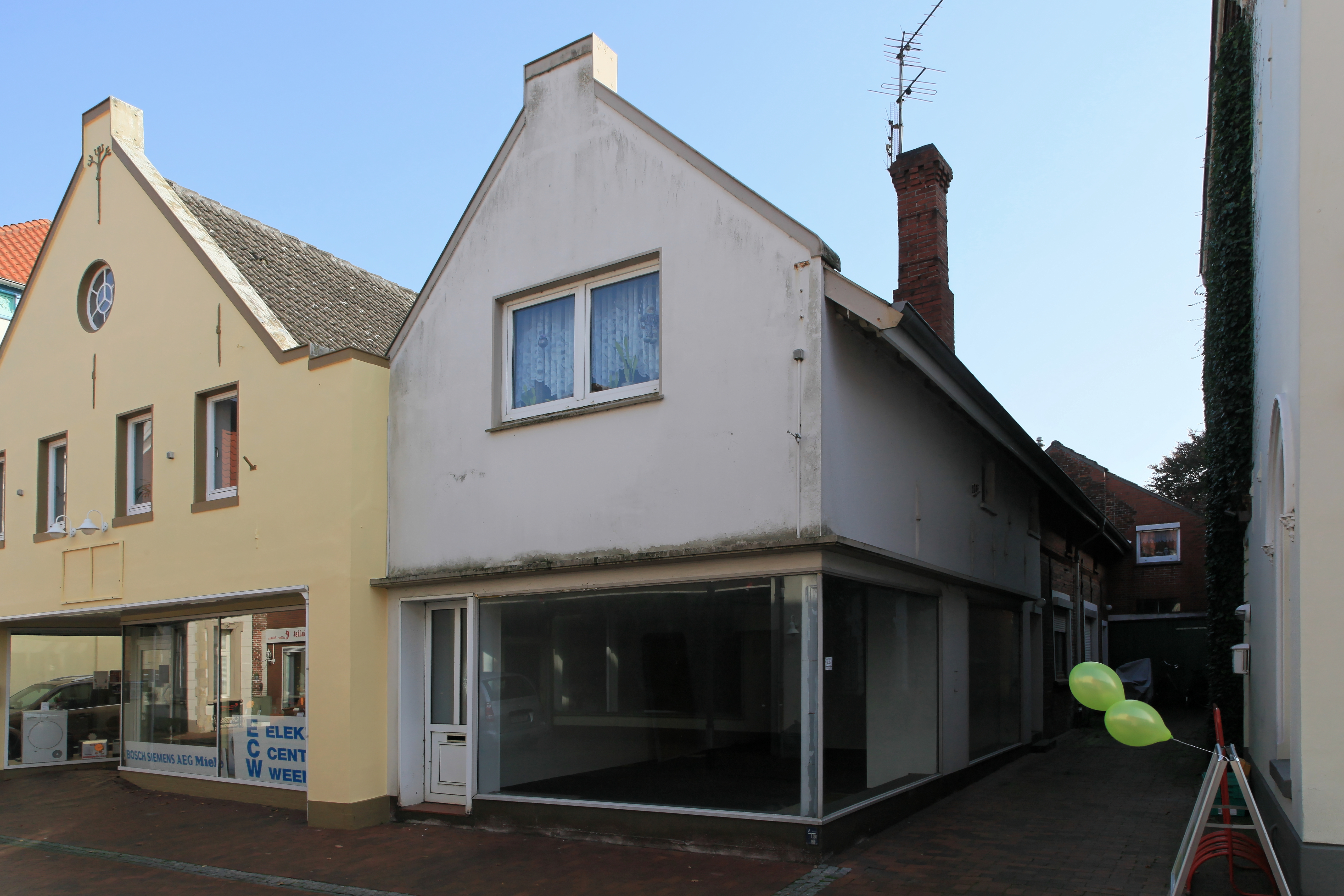
Leerstand in Weener

Ladensterben bezeichnet strukturbedingte Geschäftsaufgaben im stationären Einzelhandel. Es ist am gehäuften Mieterwechsel, Leerstand von Läden sowie der Umnutzung von Handelsimmobilien erkennbar. Mit dem Ladensterben verlieren die Städte ihre traditionelle „Leitfunktion Handel“ und büßen im Ressourcenwettbewerb um Einwohner und Gäste, Fachkräfte, Unternehmen und Investoren an Strahlkraft ein.

## Auswirkungen
Das Ladensterben betraf zunächst kleine und mittlere, meist inhabergeführte Betriebe in Klein- und Mittelstädten, hat inzwischen aber auch Kaufhäuser und Filialhändler in Großstädten erfasst. Nach einer im Jahr 2020 veröffentlichten Analyse, reduzierte sich seit dem Jahr 2005 die Zahl der Einzelhandelsunternehmen um 39.000 auf knapp 226.000; bis zum Jahr 2030 wird ein weiterer Rückgang um 64.000 Unternehmen sowie 80.000 Verkaufsstellen erwartet. Die Folge sind leer stehende Geschäfte in den Zentren der Innenstädte. In manchen Kleinstädten sind bereits 40 % der Immobilien betroffen. Aber auch in den Haupteinkaufstraßen der Metropolen machen sich inzwischen Leerstände bemerkbar, obwohl beispielsweise Discounter und Drogeriemärkte ehemalige Flächen des Textileinzelhandels übernehmen.
Die Geschwindigkeit des Ladensterbens hat sich in den vergangenen Jahren immer weiter erhöht. Zu den Verlierern im Markt gehörten bis zum Jahr 2020 vor allem die Modebranche, der Buchhandel und die Spielwarenläden, aber auch der Handel mit Wohnaccessoires. Darüber hinaus wirkt sich für Uhrmacherläden und Fotogeschäfte auch der technische Wandel aus. Im Lebensmittelbereich sind es handwerkliche Bäckereien und Fleischereien, die insbesondere durch Supermarktketten und deren industriellen Produktionsbetriebe verdrängt werden. Experten erwarten, dass Banken und Sparkassen aufgrund von Digitalisierung, Online-Wettbewerb sowie Marktkonzentrationen bis zum Jahr 2030 zusätzlich etwa zwei Drittel ihrer 2022 betriebenen 20.000 Filialen schließen; im Jahr 2017 gab es noch 32.000 Zweigstellen.
Gelegentlich wird in diesem Zusammenhang die Sorge vor der Entstehung von „Geisterstädten“ geäußert. Damit die Zentren auch zukünftig Erlebnispotenziale bieten, erscheint im Rahmen der Stadterneuerung eine Neuinterpretation mit einer Mischung unterschiedlicher Funktionen wie Wohnen und Arbeiten, Dienstleistungen und Freizeitangebote erforderlich.

## Ursachen
Die Ursachen für das Ladensterben sind standortspezifisch unterschiedlich und variierten zeitlich. Begonnen haben dürfte die Entwicklung bereits in den 1960er Jahren, als im Lebensmitteleinzelhandel die Tante-Emma-Läden durch großflächigere und kostengünstigere (Super-)Märkte sowie Discounter verdrängt wurden. Die oftmals „auf der grünen Wiese“ bzw. in Ortsrandlagen angesiedelten neuen Handelsformen entsprachen in den Folgejahren branchenübergreifend dem Wunsch vieler Kunden nach Zeitersparnis und Bequemlichkeit beim Einkauf. Entsprechend beschleunigte der Online-Handel ab Ende der 1990er Jahre das Ladensterben; mittelbar verstärkte die Corona-Pandemie ab dem Jahr 2020 diesen Trend. Nur noch 41 Prozent der Konsumenten sehen im Jahr 2021 die Innenstädte als Ort für einen Bedarfskauf.
Im Einzelnen werden als Ursachen des Ladensterbens genannt:
- Veraltete Geschäftsmodelle, mangelnde Innovationen.[10]
- Veränderte Bedürfnisse der Kunden[1]
- Kaufzurückhaltung der Kunden aufgrund erhöhter Einzelhandelspreise, Energiekosten, Mieten und Zinsen[11][12]
- Trend zum Einkauf im Internet[3][13]
- Trend zum Einkauf in Supermärkten, Discountern[7]
- Dominoeffekte durch Schließung von Kaufhäusern oder anderen Frequenzbringern[14]
- Corona-Pandemie: Umsatzeinbußen insbesondere während der Lockdowns, durch stark verstärkten Trend zu Homeoffice beziehungsweise Smart Working sowie geringeren Städtetourismus, unzureichende Liquiditätsreserven im Handel[15][16]
- Gewerbesteuer, da nicht abziehbare Kosten für Mieten, Zinsen, Leasingraten den Gewerbeertrag und damit trotz Krise die Steuerlast erhöhen[17]
- Steigende Mobilität der Kunden, die nicht mehr auf ortsnahe Versorgung angewiesen sind.
- Erhöhung von Parkgebühren und Verkleinerung der Parkplatzflächen[18]
- Einführung von autofreien Zonen und Fahrverboten[19]
- Differenzierter: Ungenügend Parkplätze in bequemer Gehdistanz (Parkkapazitäten auf der Straße in unmittelbarer Nähe reduzieren die Attraktivität des Handels)[20]
- Baustellen
- Steigende (zu hohe) Mieten
- Personalmangel, fehlende Fachkräfte
- Fehlende Unternehmensnachfolger
- Geringe Verdienstmöglichkeiten bei ungünstigen Arbeitszeiten senken die Bereitschaft, ein Ladengeschäft zu betreiben.

## Konzepte

### Innovationen Einzelhandelsunternehmen
Einzelbetrieblich können sich (insbesondere größere) stationäre Einzelhändler über Innovationen bei Sortimentsgestaltung (Concept Store), Zusatzleistungen (Personal Shopping, Lieferservice, Gastronomie), erlebnisorientierte Ladengestaltung und Kundenbeziehungen (Direktmarketing, Digitalisierung der Beratung) vom Wettbewerb differenzieren und auf das veränderte Einkaufsverhalten ihrer Kunden ausrichten sowie zusätzlich in den Internethandel (Multichannel-Marketing) einsteigen. Auch lässt sich anbieten, Waren digital beispielsweise mittels Click and Collect, Livestream-Shopping oder virtueller Umkleidekabinen zu bestellen und im Geschäft abzuholen. Die Geschäfte können zudem damit werben, dass im Laden bestimmte Ware sofort verfügbar ist, angefasst und anprobiert werden kann und eine entsprechende persönliche Beratung stattfindet.

### Zwischennutzung
Kurzfristig lassen sich leerstehende Einzelhandelsflächen einer Zwischennutzung im engeren Sinn durch Pop-up-Stores, Co-Working-Flächen sowie ansonsten durch Kreativ- und Kulturwirtschaft zuführen; letzteres scheint sich insbesondere für kleinere Flächen in einem ansonsten noch funktionierenden Handelsumfeld zu eignen. Auch ist zu prüfen, ob beispielsweise der bestehende Brandschutz und Bebauungsplan mit den Zwischennutzungskonzepten rechtlich vereinbar ist. Im Juni 2023 bildete sich als Austauschplattform ein bundesweites Netzwerk zum Thema Zwischennutzung.

### Umnutzung
Mittel- bis langfristig sind insbesondere größere Waren- bzw. Kaufhäuser in Shopping-Center, Co-Working-Flächen oder Mixed-Use-Quartiere umzubauen. Letztere können neben Einzelhandel im Erdgeschoss unter anderem Büros, Wohnungen, Pflegeeinrichtungen, Hotels, Sport- und Kulturstätten aufnehmen. In Frankfurt wird aktuell auch die Unterbringung einer Grundschule in einem Kaufhaus an der Zeil geprüft. Aufgrund großer Raumtiefen und entsprechend schlechter Lichtverhältnisse sind die Umbauten jedoch sehr anspruchsvoll und kostenintensiv. Sie bedingen daher einen durchschnittlichen Leerstand von vier Jahren. Knapp ein Drittel der in den Jahren 2010 bis 2020 geschlossenen Kaufhäuser wurde bisher abgerissen. In Berlin wird geprüft, ein zentral gelegenes Luxus-Kaufhaus nach Auslaufen des Mietvertrags als Zentral- und Landesbibliothek zu nutzen, da diese ein Publikumsmagnet und damit Frequenzbringer wäre sowie zur Attraktivierung des gesamten Quartiers beitragen könnte.

### Stadtentwicklung
Auf kommunaler Ebene wird versucht, mit traditionellen Instrumenten wie Raumordnung, Bauleitplanung, Einzelhandelskonzepten und Citymanagement dem Ladensterben zu begegnen. Neuere Ansätze arbeiten mit Vorkaufsatzungen, die den Kommunen das vorrangige Recht zum Erwerb von Handelsimmobilien geben, sowie rollierenden Entwicklungsfonds, mit denen Städte und Gemeinden im Rahmen der Stadterneuerung Schlüsselimmobilien attraktivieren und anschließend veräußern. Beispielsweise beabsichtigt die Stadt Hanau, eine zentrale Kaufhausimmobilie zu erwerben und umzubauen. Ähnliche Konzepte bestehen auch in Hamburg-Harburg, um Spekulationen mit den städtebaulich bedeutsamen Immobilien zu vermeiden.
Auch werden leerstehende Immobilien abgebrochen, Brachen städtebaulich in Grünflächen umgewandelt sowie Verkehrsflächen neu aufgeteilt und gestaltet. Übergreifendes Ziel ist dabei, die Besucher- und Käuferfrequenz in den Innenstädten zu erhalten bzw. zu steigern. Entsprechende Konzepte optimieren Sicherheit, Komfort und Erlebnisdichte in den Einkaufsstraßen, um deren Besuchern mehr Aufenthaltsqualität zu bieten. Für die allgemeine städtebauliche Attraktivierung beispielsweise von Fußgängerzonen als Teil der Stadterneuerung stehen Mittel der Städtebauförderung im Programm Lebendige Zentren zur Verfügung.
Strategisch wird zudem vorgeschlagen, die Stadt auf Basis ihrer Funktionsvielfalt mit Einzelhandel (u. a. Pop-up-Stores), Gastronomie, Dienstleistungen und Kultur neu zu erfinden. Durch höhere Erlebnisdichte sollen insbesondere kleinere, individuelle Einzelhandelsbetriebe erhalten und angesiedelt werden. Gefragt sind Kreativität, ausgefallene Geschäftsmodelle und Menschen, die sich trauen, sie zu verwirklichen. Mit einem faszinierenden Mix aus Kern- und Zusatzleistung, Leistungsumfeld, Beziehungen und Marke sei im Ressourcenwettbewerb der Kommunen um Käufer und Besucher eine Differenzierung möglich. Auch in schrumpfenden Märkten könnten mit innovativen Konzepten Anreize geboten und lukrative Nischen besetzt werden. Dabei sollten sich insbesondere kleinere Städte auf ausgewählte Anspruchsgruppen fokussieren. Im Idealfall werde ein Einkauf mit hoher Erlebnisdichte für die Kunden ein Beitrag zur Lebensqualität.

### Städtebauförderung
Deutschlandweit unterstützt das Bundesministerium für Wohnen, Stadtentwicklung und Bauwesen die Attraktivierung der Innenstädte mit dem Städtebauförderungsprogramm Lebendige Zentren. Gelegentlich gibt es auch Programme der Landesregierungen, die Zentren der Städte zu stärken.